# Knallsyra
Knallsyra eller vätefulminat (kemisk formel: HCNO) är en oxid av vätecyanid och en isomer till cyansyra och isocyansyra. Knallsyrans salter kallas fulminater.
Knallsyra är stabil endast vid låga temperaturer och protolyseras lätt till diisocyansyra.